# ジョイマン (企業)
株式会社ジョイマン（英称：Joyman）は、かつて存在した日本のテレビ番組制作会社。テレビ番組、イベント、ビデオ・DVDパッケージの制作やスタッフ派遣を行っていた。
1998年9月24日、IVSテレビ制作を退社した後藤喜男が中心となって設立され、バラエティ番組などを手掛ける。
2016年3月31日、東京地方裁判所において破産手続開始の決定を受け、9月に解散した。

## 主な制作実績

### テレビ番組

#### 1998年10月 - 1999年12月
レギュラー
- マチャミの全部いただきっ!!（中京テレビ、NNS系列局全国ネット　1998年9月30日 - 1999年9月29日）
- JAPAN BOYS（関西テレビ、FNS系列局全国ネット　1998年10月3日 - 1999年3月27日）
- ヒロスポ!（テレビ東京、TXN系列局全国ネット　1999年10月6日 - 2000年9月27日）

スペシャル
- とんねるずの賀正! ねるとん紅鯨団芸能人スペシャル（フジテレビ、FNS系列局全国ネット　1999年1月1日）

#### 2000年代
レギュラー
- おんなぎ（テレビ東京、関東ローカル　2000年10月 - 12月）
- GTに行こう!（テレビ東京、TXN系列局全国ネット　2001年4月30日 - 11月）
- 年の差バトル! 言い分vsEぶん!!（東海テレビ、FNS系列局ほか一部ネット　2001年4月16日 - 2002年3月）
- アングリー・セブン（フジテレビ、FNS系列局全国ネット　2002年4月9日 - 9月17日）
- 脳内エステ IQサプリ（フジテレビ、FNS系列局全国ネット　2004年4月24日 - 2009年3月14日）
- 坂田信弘のゴルフ処方箋（テレビ東京、TXN系列局ほか一部ネット　2004年8月2日 - 12月27日・ミニ番組）
- ザ・ベストハウス123（フジテレビ、FNS系列局全国ネット　2006年11月1日 - 2012年3月14日）
- 地球感動配達人 走れ!ポストマン（毎日放送、JNN系列局全国ネット　2008年10月19日 - 2009年9月20日）
- 週刊AKB（テレビ東京、TXN系列局全国ネット　2009年7月10日 - 2012年11月30日）

スペシャル
- とんねるずのみなさんのおかげでした年末SP ねるとん紅鯨団芸能人スペシャル大会（フジテレビ、FNS系列局全国ネット　2001年12月27日 - 2004年12月・過去4回）

#### 2010年代
レギュラー
- キレイの台所（テレビ大阪、TXN系列局全国ネット　2011年4月3日 - 9月25日）
- ヒットの泉〜ニッポンの夢ヂカラ!〜（ABCテレビ、ANN系列局全国ネット　2012年4月1日 - 2013年3月31日）
- コロッケ千夜一夜（BS日テレ、衛星放送　2013年4月5日 - ）
- 砂羽と可奈子があの街の美味しいギャップ大発見!だけど食堂（ABCテレビ、ANN系列局全国ネット　2013年4月7日 - 2014年9月28日）
- 世界の日本人妻は見た!（毎日放送、JNN系列局全国ネット　2013年4月16日 - 2017年9月19日）
- 解決!ナイナイアンサー（日本テレビ、NNS系列局全国ネット　2012年10月23日 - 2017年3月7日 ）
- ニュースな晩餐会（フジテレビ、FNS系列局全国ネット　2014年10月26日 - 2015年3月8日）

スペシャル
- ジャイアントキリング! 世紀の番狂わせ（フジテレビ、FNS系列局全国ネット　2011年7月1日）
- ジャイアントキリング2! 世紀の番狂わせ（フジテレビ、FNS系列局全国ネット　2012年12月30日）
- 明石家さんまのコンプレッくすっ杯（ABCテレビ、ANN系列局全国ネット　2013年7月7日 - ）
- 世界ベスト・オブ・映像ショー 頂上リサーチ（フジテレビ、FNS系列局全国ネット　2014年1月5日 - ）
- ウルトラマンDASH!!（日本テレビ、NNS系列局全国ネット　2015年1月1日）
- ニッポンのプリンセス物語〜きになるギモンに答えますSP〜（フジテレビ、FNS系列局全国ネット　2015年6月9日）

### ラジオ番組
- 所さんのブクブクゴシゴシ!（TBSラジオ、JRN系列局ほか一部ネット　2004年10月4日 - 2007年3月26日）